# Daniel Bartolotta
Daniel Roberto Bartolotta Pereyra (Montevideo, Uruguay, 9 de enero de 1955) es un exfutbolista y director técnico uruguayo que en 2012 entrenó al Puebla FC en la Primera División Mexicana.
Comenzó su trayectoria como futbolista profesional, en 1972. Debutó en la primera división de fútbol a la edad de 17 años. Fue internacional con la selección Uruguaya, durante su etapa como futbolista perteneció al Defensor Sporting. También internacional con la misma selección juvenil sub-20 ( consiguiendo ser campeones de Copa en Paraguay (Asunción)  hecho histórico en esa época. Posteriormente pasó gran parte de su carrera jugando en el extranjero, trasladándose a  España para 5 temporadas en 1975. En este país, su carrera continuó en el Real Oviedo entre los años 1975 y 1978, siendo el fichaje más caro de la historia del club, hasta ese momento, y en 1979, es fichado por el Real Club Deportivo de La Coruña.
En 1979 se traslada a México y ficha por el Tampico Madero Fútbol Club, donde juega 16 partidos. Para 1980 o 1981, ficha con el Club Deportivo Coyotes Neza, donde juega tres temporadas, con 64 partidos jugados . En 1983, ficha con el Club de Fútbol Monterrey por una temporada, jugando 35 partidos. En 1986, es contratado por Puebla FC por 2 temporadas, jugando 72 partidos de liga siendo pieza fundamental en el plantel con el que logra ganar la Copa México  siendo máximo goleador de la misma en el año 1987/88. Su última temporada como jugador la juega con  Tigres de la UANL en la temporada 1988-89.
Su actividad como entrenador comenzó en la temporada 1990 en el club de fútbol peñarol de Uruguay de primera división clasificándolo a la Copa Libertadores así con en 1990 al club nacional de Uruguay por una temporada teniendo de los mejores porcentajes de los 90s y en 1991 en la sub-17 del equipo atlante, luego pasó a la categoría sub-20 del mismo equipo, con la que ganó torneos internacionales como la copa sub-20 de Europa y la copa COTIF, de ahí pasó por varias 3.as divisiones, linces de Xalapa, Limoneros de Martínez de la torre, Cerveceros de Tuxtepec, con quien llegó a tres finales y una semifinal consecutiva participando en más de 180 equipos y logrando tres años seguidos ser el mejor entrenador de esta categoría. Luego pasó por 2.as divisiones como delfines de Unacar, tiburones rojos de Veracruz, tiburones de Jalacingo, tiburones blancos, salvándolos del descenso, agarrando el equipo en el lugar 84 de 85 y llevándolo al primer lugar de todas las zonas y calificándolos. Estuvo en ficumdep de Xalapa. Fue técnico en Dorados de Sinaloa. Fue asistente deportivo de Óscar Washington Tabárez antes del mundial participando en la Copa América, y posteriormente de ahí llegaría al fútbol Club Puebla,  en el que el técnico entrena primero a la categoría (sub-20) hasta el 2011, (el equipo filial del Puebla) para posteriormente en 2012 tomar las riendas del Club Puebla primera división.

## Clubes

### Trayectoria como jugador
| Club                           | País    | Año         |
| ------------------------------ | ------- | ----------- |
| Defensor Sporting              | Uruguay | 1972 - 1975 |
| Real Oviedo                    | España  | 1975 - 1978 |
| Selección de fútbol de Uruguay | Uruguay | 1972 - 1979 |
| Deportivo de La Coruña         | España  | 1979        |
| Tampico                        | México  | 1980        |
| Club Deportivo Coyotes Neza    | México  | 1981 - 1983 |
| Monterrey                      | México  | 1983 - 1984 |
| Liverpool FC                   | Uruguay | 1985        |
| Puebla                         | México  | 1986 - 1988 |
| Tigres                         | México  | 1988 - 1989 |

### Trayectoria como entrenador
| Club                                                              | País    | Año         |
| Atlante Sub-17                                                    | México  | 1995 - 1996 |
| Atlante Sub-19                                                    | México  | 1996 - 1997 |
| Atlante Sub-20                                                    | México  | 1996 - 1997 |
| Consadole Sapporo                                                 | Japón   | 1998 - 1999 |
| Cerveceros de Tuxtepec                                            | México  | 1999 - 2003 |
| Linces de Xalapa                                                  | México  | 2003 - 2004 |
| Tiburones Blancos de Xalapa                                       | México  | 2004 - 2005 |
| Tiburones Rojos de Xalapa                                         | México  | 2005        |
| Dorados de Sinaloa                                                | México  | 2006 - 2007 |
| Ficundep de Xalapa                                                | México  | 2008 - 2009 |
| Asistente Deportivo de la Selección de Ururguay                   | Uruguay | 2010        |
| Puebla Sub-20                                                     | México  | 2011 - 2012 |
| Puebla FC                                                         | México  | 2012        |
| Director deportivo Ocelotes de la Universidad Autónoma de Chiapas | México  | 2013        |
| Tanque Sisley                                                     | Uruguay | 2013        |
| ----------------------------------------------------------------- | ------- | ----------- |